# Servicio militar (España)

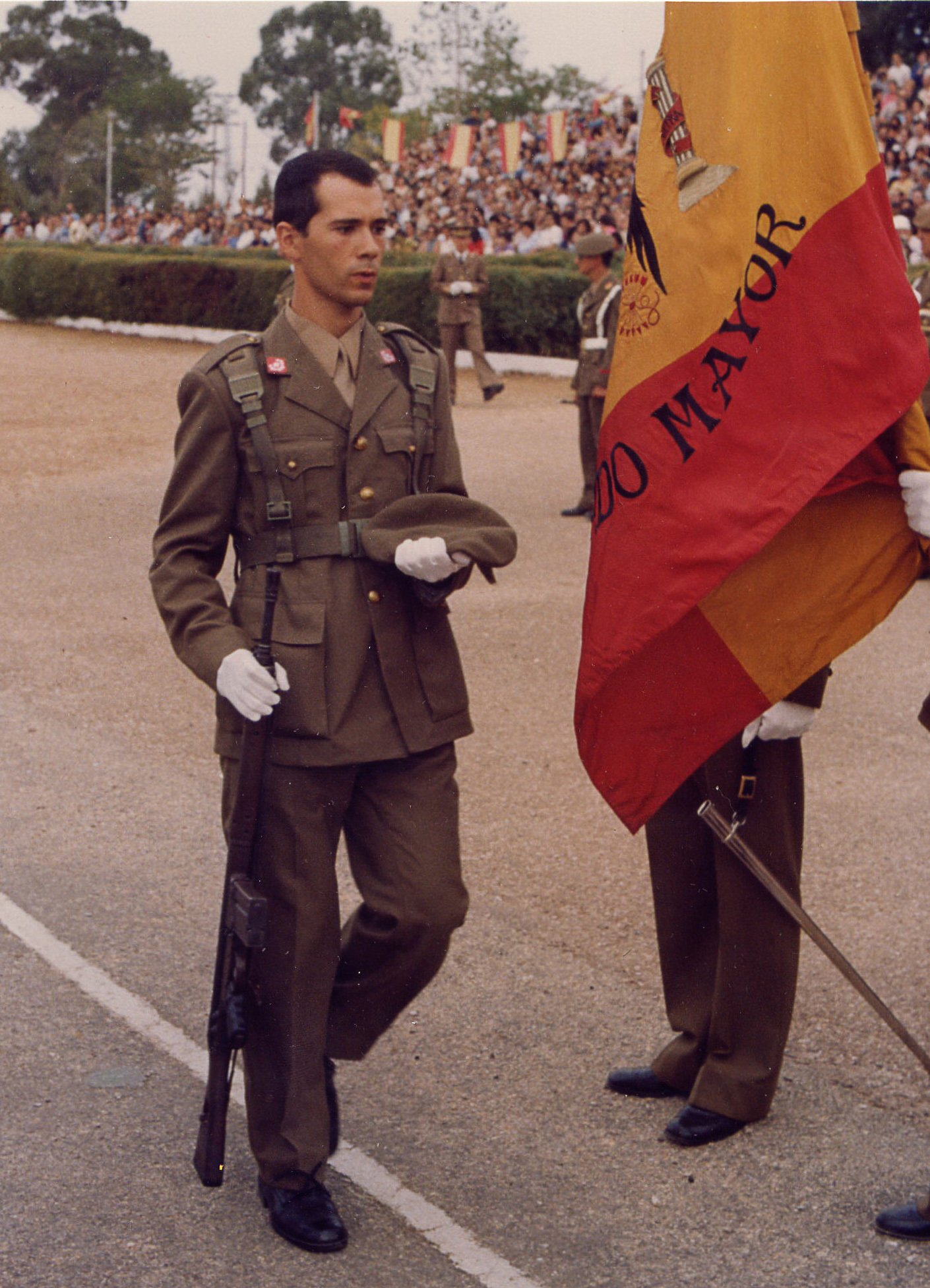
Ceremonia de jura de bandera durante el servicio militar en Cáceres, en 1980.

El servicio militar obligatorio en España, coloquialmente citado como la mili, se inició entre finales del siglo XVIII y principios del XIX y terminó en diciembre de 2001.

## Historia
Durante el siglo XVIII, con la llegada de los Borbones a España y la necesidad de soldados para el ejército, en el ámbito de la guerra de sucesión española (1701-1715), se asentaron en España las bases del reclutamiento militar. Tras la finalización del conflicto bélico, la falta de tropas se hizo constante, por lo que se optó por la progresiva implantación del método de reclutamiento conocido como las quintas pese a que conllevaban una gran impopularidad, alternándolos con levas de vagos y maleantes, que resultaban poco efectivas. Las milicias provinciales adquirieron un carácter forzoso. El reclutamiento que había sido empleado hasta entonces de forma muy limitada adquirió más importancia ante las necesidades de un ejército permanente.

### SigloXIX
La ordenanza de 27 de octubre de 1800 consolidó el reclutamiento obligatorio como contribución a la que quedaba sometida la población masculina y estableció la hegemonía del soldado de quintas como base del reemplazo del Ejército español. El sistema se caracterizaba por la existencia de una gran cantidad de exenciones al servicio que impide hablar de igualdad jurídica en las obligaciones de los ciudadanos propia del liberalismo.
En 1837, la Ordenanza de reemplazos aprobada ese año abolió las exenciones existentes hasta la fecha que incluían a los estamentos privilegiados, las profesiones liberales, parte del campesinado y la menestralía. Estas exenciones de carácter «subjetivo» por pertenencia a determinados colectivos, fueron reemplazadas por otras de carácter más «objetivo» como la redención en metálico y la facultad de poner sustitutos, por las cuales en definitiva, mediante el pago de una cantidad de dinero, se podía evitar el cumplimiento del servicio militar obligatorio y que comportaron una elevada conflictividad en la sociedad española de finales del siglo XIX y a principios del XX debido a la enorme discriminación que suponían, ya que los hijos de las clases acomodadas mediante esos dos métodos se libraban del servicio militar. La generalización del cumplimiento del servicio militar tampoco era completa desde el punto de vista territorial ya que en Navarra, Cataluña y el País Vasco el reclutamiento fue voluntario hasta 1833, 1845 y 1876 respectivamente.

#### Legislación[8]
- Ordenanza de 1800, basada en la de 1770.
- Constitución de 1812.
- Real Célula de 1817 y Real Instrucción de 1819.
- Ley para el Reemplazo del Ejército de 2 de noviembre de 1837.
- Proyecto de Ley de 1850.
- Ley de reemplazos de 30 de enero de 1856.
- Ley de Reemplazo de 10 de enero de 1877.
- Ley de Reclutamiento y Reemplazo del Ejército de 28 de agosto de 1878.
- Ley de Reclutamiento de 1882.
- Ley de Reemplazo y reclutamiento de 1885.
- Ley de 1896.

### SigloXX
La reforma aprobada por el Gobierno liberal de José Canalejas en 1912, mediante la ley de Reclutamiento y Reemplazo del Ejército, introdujo la denominación de «servicio militar obligatorio» y eliminó las figuras de la «redención en metálico» y de la sustitución que habían sido las fórmulas de evitarlo legalmente, mediante el pago de una determinada cantidad de dinero y que habían sido objeto de fuerte críticas sociales. La necesidad de mantener los recursos económicos proporcionados por estas figuras hasta ese momento, llevó a instaurar la nueva fórmula del soldado de cuota que aunque no eximía del servicio, reducía drásticamente su tiempo de servicio a cambio del pago de dinero.

#### Franquismo

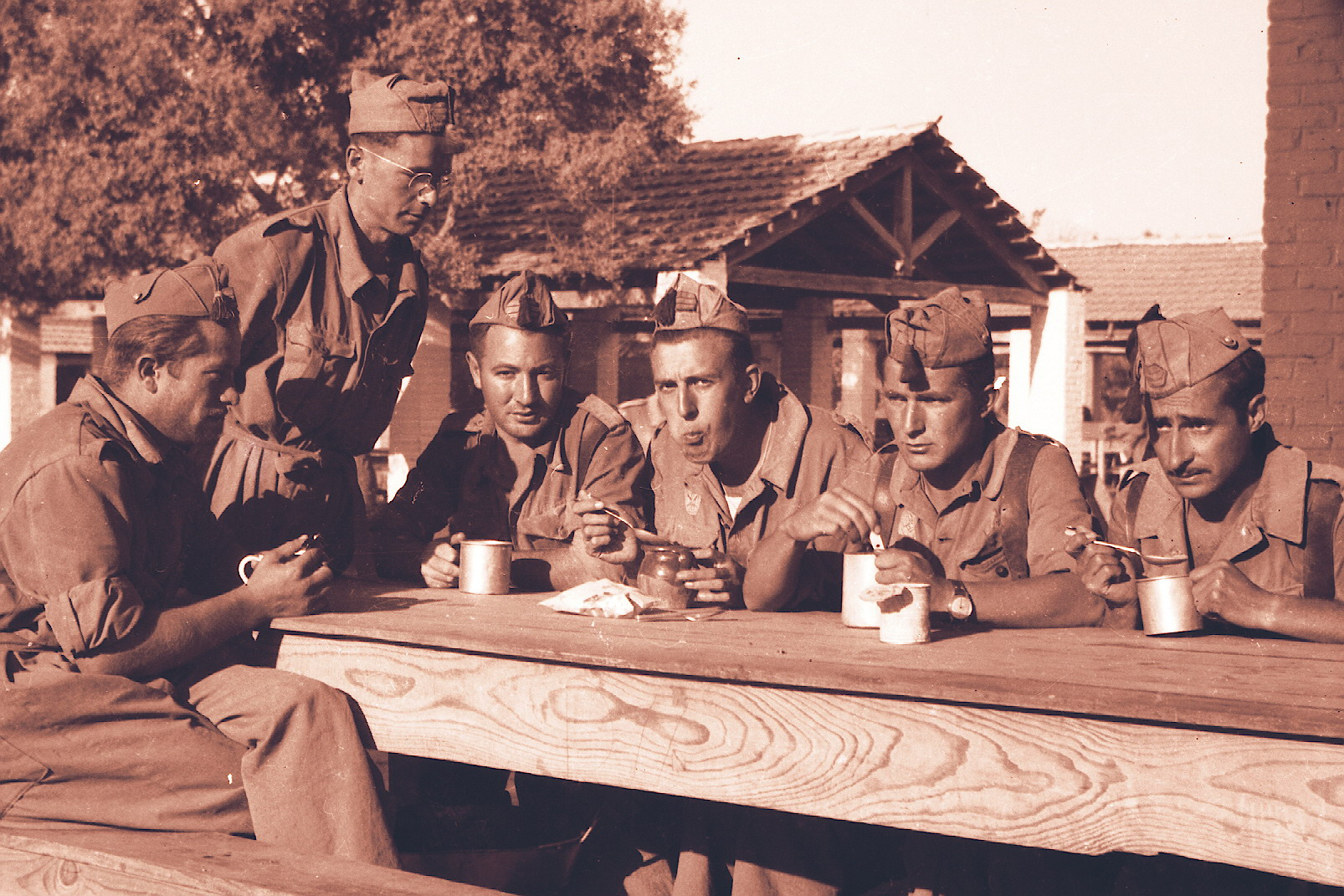
Soldados españoles durante su servicio militar en los años cuarenta del.

En 1940, recién finalizada la guerra civil española, el dictador Francisco Franco dictó la Ley de Reclutamiento y Reemplazo del Ejército, por la que se modificaba la legislación sobre el reclutamiento, en la que se estableció, entre otros cambios, la duración del servicio militar obligatorio, denominado servicio en filas, en dos años. Esta norma también disponía la prohibición de contraer matrimonio desde el ingreso en filas hasta su pase a la situación de reserva. También se fijaba una reducción del tiempo de servicio en filas, según la clasificación de los hombres en, sin instrucción premilitar, que tendrían un servicio de dos años, aunque a los 18 meses podrían disfrutar de licencias temporales o ilimitadas siempre que las conveniencias y necesidades del servicio lo permitieran; con instrucción premilitar elemental, que permanecerían 18 meses en filas, que podrían ser reducidos a 12 meses y los que cursaban estudios en universidades, escuelas técnicas y otros centros oficiales de enseñanza superior, que permanecerían 12 meses en filas, distribuidos en los periodos que se determinaran oportunamente. En 1943, se reguló por vía reglamentaria, la obligatoriedad para todos los varones, de haber cumplido el servicio militar para poder ser empleado en cualquier ámbito del Estado.
En 1942 se establecieron las que serían conocidas como «milicias universitarias» que permitían realizar un servicio militar más reducido y flexible a los estudiantes universitarios. Esta medida favoreció fundamentalmente a los hijos de clases acomodadas que en aquella época eran casi los únicos que accedían a la Universidad. 
El Fuero de los Españoles, aprobado en 1945 y que constituía una de las Leyes Fundamentales del régimen franquista, incluía, en su artículo 7, en relación con el servicio militar: «Constituye título de honor para los españoles el servir a la Patria con las armas. Todos los españoles están obligados a prestar este servicio cuando sean llamados con arreglo a la Ley».
Los soldados del SMO representaron una parte significativa de los 300 muertos de la guerra de Ifni-Sahara (1957-1958) contra el Ejército de Liberación Marroquí tanto en Ifni como en el Sahara Español. Ante la renuncia o defección de una parte de las tropas indígenas, quedaron encuadrados en Tiradores, Policía, Batallones Expedicionarios y otras unidades del Ejército de Tierra. La ley 39/2007 de Carrera Militar brindó reconocimiento público a su participación en duras condiciones y con medios inapropiados, escasos u obsoletos gracias a su patriotismo, fuertes lazos de compañerismo y lealtad.
En 1968, se aprobó la Ley General del Servicio Militar, que igualmente establecía en su artículo primero que: «El Servicio Militar es un honor y un deber inexcusable que alcanza a todos los españoles varones...». Esta ley marcaba la división entre un servicio militar obligatorio que tenía una duración entre 15 y 18 meses (marina) y uno voluntario que tenía como ventaja que permitía elegir la región militar donde se desarrollaba el mismo, pero que a cambio era más largo con una duración entre 15 y 24 meses.
El Estado implicaba a las empresas en el control del cumplimiento del servicio militar, así todos los empleadores debían comprobar, antes de admitir a personal a su servicio, si se encontraba en regla con sus obligaciones militares, incurriendo en responsabilidades en caso de incumplimiento.

#### Democracia

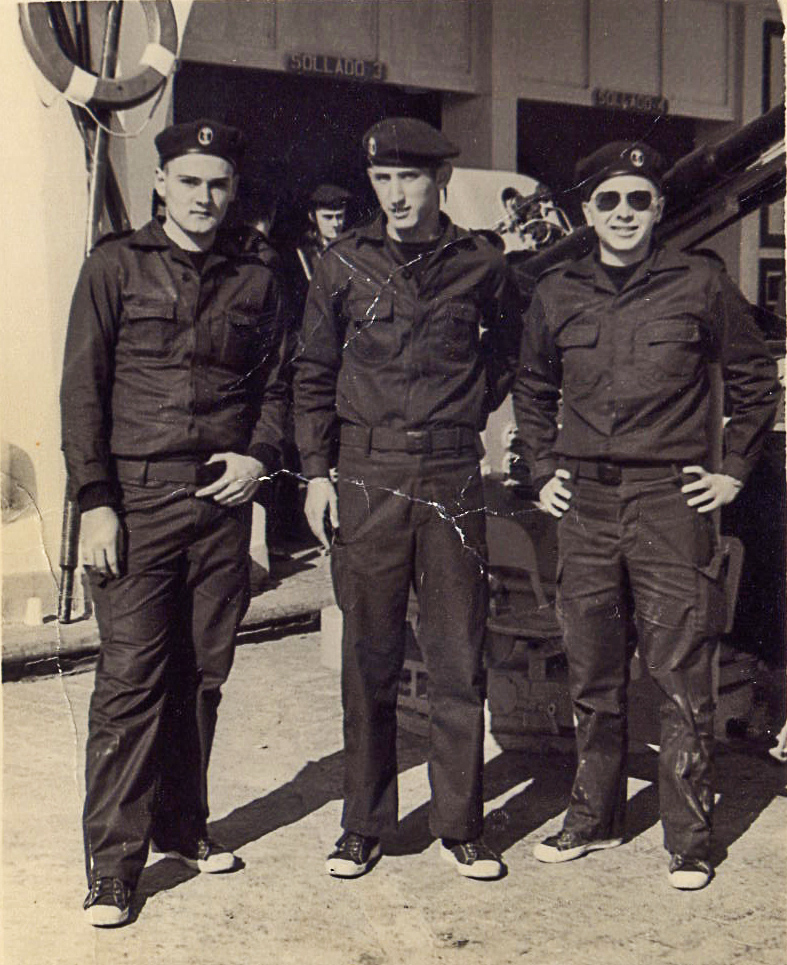
Reclutas en el cuartel de marinería de San Fernando en 1978.

En 1991, en el ámbito de la profesionalización de las fuerzas armadas, la Ley Orgánica del Servicio Militar acortó la duración del servicio a nueve meses, a la vez que preveía que los militares de reemplazo desarrollaran preferentemente actividades en aquellas unidades cuyo nivel operativo, capacidad de reacción o ámbito de actuación se ajustaran a la formación que se adquiría durante el servicio militar y reservaba las tareas caracterizadas por su mayor complejidad, responsabilidad o experiencia a los militares profesionales.

#### Objeción de conciencia
El servicio militar era rechazado por una parte de la sociedad. Algunos de los ciudadanos llamados a prestar el servicio militar se declaraban objetores de conciencia y se negaban a realizarlo, pese a existir penas de prisión por ello. Para regular esta situación, en 1984 se aprobó la ley de objeción de conciencia. Esta ley disponía el desarrollo de una prestación social sustitutoria para los objetores de conciencia. Esta prestación sustitutoria se regulaba por un reglamento publicado en 1988 que establecía para ella una duración de entre 18 y 24 meses, más larga que el servicio militar cuya duración estaba establecida entonces en los 12 meses. Esta prestación comenzó a funcionar en 1988 y era obligatoria para los 24 000 objetores que había registrados entonces. Estos objetores se concentraban en mayor proporción en el País Vasco y Cataluña que en otras zonas de España.
La prestación social sustitoria la gestionaba el Ministerio de Justicia a través de la Oficina para la Prestación Social de los Objetores de Conciencia. Para su desarrollo, esta oficina tramitaba acuerdos con distintas organizaciones como Protección civil o Cruz Roja, en las que los objetores, también llamados «colaboradores sociales», prestaban su servicio. No obstante, sus funciones en dichas organizaciones no podían sustituir a las de empleados en plantilla. Una vez finalizada la prestación, los colaboradores sociales pasaban a la reserva.

#### Finalización

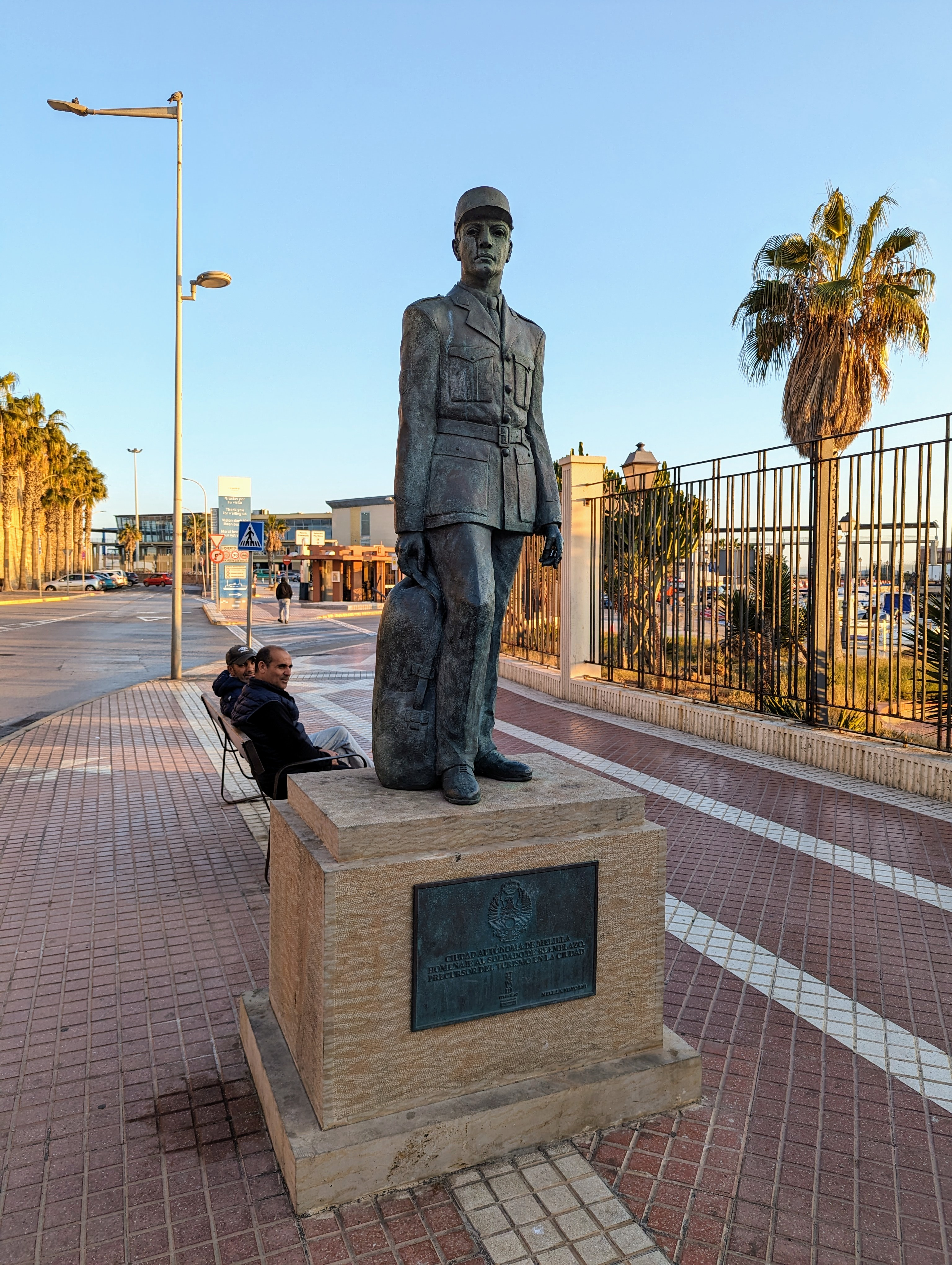
Homenaje al soldado de reemplazo, Melilla (2011)

La finalización del servicio militar obligatorio fue uno de los puntos incluidos en el Pacto del Majestic de 1996 entre José María Aznar y el presidente de la Generalidad Jordi Pujol, a cambio del apoyo de CiU en la investidura del líder del Partido Popular tras las elecciones de ese año. A pesar de que originalmente su eliminación estaba prevista para el 31 de diciembre de 2002, José María Aznar anunció unos días antes de las elecciones generales en 2000 que se adelantaría al 2001, a pesar del criterio en contra del ministro de Defensa Eduardo Serra. El servicio militar obligatorio fue suspendido por la Ley 17/1999 de Régimen del Personal de las Fuerzas Armadas y el Real Decreto 247/2001 adelantó esa suspensión al 31 de diciembre de 2001.

## Prestación del servicio
Los reclutas que se incorporaban al servicio militar pasaban en primer lugar por un periodo de instrucción militar en el campamento de instrucción de su unidad de destino, en un ambiente de aislamiento, en el que se adiestraba a los soldados de forma teórica y práctica y en el que básicamente se les preparaba durante semanas para el desfile de jura de bandera y en el que los mandos se esmeraban en que el orden del desfile fuera perfecto. 
A partir de 1966, se crearon los denominados "Centros de instrucción de reclutas" que eran unos macrocuarteles especializados en la instrucción de los reclutas. Este primera fase culminaba con la denominada jura de bandera, a partir de la cual los soldados se incorporaban a sus destinos definitivos, donde disponían de bastante tiempo libre.

## Reflejo del servicio militar en la cultura española
El servicio militar ha sido ampliamente reflejado en la literatura y el cine español. 
Durante el franquismo dominaba un cine de carácter propagandístico en relación con el cumplimiento del servicio, en forma de comedia, que reflejaba de forma recurrente aquel como un rito iniciático de paso, en el que los reclutas, en muchas ocasiones procedentes de un lugar remoto del interior de España, iban a la gran ciudad para servir a la patria y convertirse en un hombre. Se hacía hincapié en el espíritu de compañerismo y camaradería del resto de los reclutas que ayudaban a vencer la inocencia y bisoñez de los protagonistas. Ejemplos de este cine son:
- Recluta con niño (1956), comedia cinematográfica en blanco y negro, dirigida por Pedro Luis Ramírez y protagonizada por José Luis Ozores.
- ¡Ahí va otro recluta! (1960), película dirigida por Ramón Fernández.
- Cateto a babor, película (1970). Comedia dirigida por Ramón Fernández y protagonizada por Alfredo Landa. Es una nueva versión de Recluta con niño.

Tras la muerte de Franco, cambió la visión del servicio militar, hacia una mirada más crítica y satírica, poniendo de manifiesto muchos de los problemas derivados de su cumplimiento. Ejemplos destacados de esta visión son:
- Historias de la puta mili, serie de cómic creada por el historietista Ivà para la revista El Jueves en 1986, que contaba, en clave satírica, las vivencias de unos soldados durante el servicio militar.
  - Historias de la puta mili (película), adaptación al cine de los cómic de Ivá.
  - Historias de la puta mili (serie de televisión), adaptación a la televisión de los cómic de Ivá.
- Soldadito español (1986), película que retrata por vez primera el fenómeno de la insumisión en España.
- Soldadito español Canción del grupo El último ke zierre
- Morirás en Chafarinas (novela), novela de intriga escrita en 1990 por Fernando Lalana. Trata una de las principales preocupaciones sociales relacionadas con la realización del servicio militar a finales de los años setenta del siglo XX, el suicidio de reclutas y su iniciación en el consumo de drogas durante su etapa en filas.
  - Morirás en Chafarinas (película) (1995), película de Pedro Olea, adaptación de la novela de Fernando Lalana.
- Miel de naranjas (2012), película del director Imanol Uribe.
- Ardor guerrero (1995), relato del escritor ubetense Antonio Muñoz Molina, en la que rememora su paso por el servicio militar en la ciudad de Vitoria, en 1979, en plena transición española y en la que se describen muchos de los detalles y rituales de la vida de los reclutas.[24]